# Burmasphecidae
Burmasphecidae (лат.) — ископаемое семейство ос из надсемейства Apoidea. Бирманский янтарь, меловой период (сеноманский век, около 99 млн лет). Юго-Восточная Азия, Мьянма. 7 видов.

## Описание
Мелкие ископаемые осы. Длина тела менее 5 мм. Burmasphecidae можно отличить по стройному телу, широкой голове, трёхзубой мандибуле у обоих полов, длинным и тонким усикам, крупным глазам с субпараллельными внутренними орбитами, длинной и узкой переднеспинке, перекрывающей переднюю часть мезоскутума, глубоко выраженным нотаулям (полным, доходящим до транскутального сочленения), которые сильно сходятся кзади, и мезальному мыщелку средних тазиков, расположенному в небольшом выступе задней границы мезэпистернума. Птеростигма плоская, не заметно утолщена; передние крылья с тремя субмаргинальными ячейками или только с одной; костальная ячейка шире ширины жилки С; маргинальная ячейка длиннее птеростигмы (измерено вдоль жилки С); М и CuA расходятся на cu-a или дистально; М (базально к Rs) плавно изогнута. Жилка C на заднем крыле отсутствует; M, когда присутствует, расходится с CuA перед cu-a; клавус (=пликальная лопасть) обозначен коротким надрезом.

## Систематика и этимология
7 ископаемых видов и 4 рода. Семейство было впервые выделено в 2023 году бразильскими энтомологами Brunno Rosa и Gabriel Melo (Laboratorio de Biologia Comparada de Hymenoptera, Departamento de Zoologia, Universidade Federal do Parana, Curitiba, Бразилия) по материалам из бирманского янтаря. Близко к семействам роющих ос Sphecidae и Crabronidae и пчёл Apidae. Семейство †Burmasphecidae расположено в основании филогенетического ствола надсемейства Apoidea, объединяя их с муравьями (Formicidae). Название семейства происходит от типового рода †Burmasphex, а он в свою очередь был назван по месту обнаружения в бирманском янтаре и от рода ос Sphex.
- †Burmasphecidae Rosa & Melo, 2023
  - †Burmasphex Melo & Rosa, 2018 (ранее в составе Angarosphecidae)
    - †Burmasphex mirabilis Rosa & Melo, 2023
    - †Burmasphex pilosus Melo & Rosa, 2018
    - †Burmasphex sulcatus Melo & Rosa, 2018

  - †Callisphex Rosa & Melo, 2023
    - †Callisphex robustus Rosa & Melo, 2023

  - †Decasphex Zheng, Zhang & Rasnitsyn, 2021 (ранее в составе Angarosphecidae)
    - †Decasphex cretacicus Zheng, Zhang & Rasnitsyn, 2021

  - †Simplisphex Rosa & Melo, 2023
    - †Simplisphex scutellatus Rosa & Melo, 2023
    - †Simplisphex burmensis Rosa & Melo, 2023